# Pont de Chalonnes-sur-Loire
Le pont de Chalonnes-sur-Loire réunit la commune de Chalonnes-sur-Loire à l'île de Chalonnes, séparées par un bras de la Loire, et situé peu avant l'embouchure du Layon. Il supporte la route départementale D961 en Maine-et-Loire et la région Pays de la Loire en France.
Le Val de Loire qui trouve sa fin à Chalonnes-sur-Loire, et qui comprend entre autres les châteaux de la Loire, est inscrit au patrimoine mondial de l'UNESCO.

## Histoire
La construction du premier pont suspendu de Chalonnes-sur-Loire  date de 1840, il fut autorisé par le décret du 24 août 1838 et ouvrit au public le 12 août 1841. Il s'agissait d'un ouvrage conçu par Marc Seguin & Frères et réalisé par les Frères Seguin, qui prêtèrent la somme d'environ 44 000 francs de l'époque au département, selon le procès-verbal de la Chambre des Députés de 1845, pour que la prolongation de la route départementale 155 (actuellement D961) vers Saint-Georges-sur-Loire puisse être construite. Un impôt supplémentaire de 1 centime fut perçu par le département par ailleurs, afin de rembourser ce prêt aux Frères Seguin au taux annuel de 1 %. La durée de concession de l'ouvrage, et donc du péage auquel il était soumis, était de 57 ans,.
Ce pont fut détruit lors de la Seconde Guerre mondiale, le 20 juin 1940 à 00 h 15, dans l'intention de ralentir les armées allemandes. Remplacé dans un premier temps par un pont de bateaux, les allemands installent rapidement un pont en bois. Ce pont en bois est disloqué sous l'effet des glaces le 26 décembre 1940. On instaure alors un bac pour traverser le fleuve. Le pont que l'on connait aujourd'hui, commencé sous l'occupation, a été inauguré le 25 juillet 1948.

## Descriptif
Cet ouvrage est un pont suspendu ancré au sol et à travée unique, mesurant 109,65 m de culée à culée, construit par l'entreprise Baudin Chateauneuf. Les piles, les culées ainsi que les blocs d'ancrage des câbles porteurs sont en béton armé, les pŷlones sont creux pour assurer une certaine souplesse et autoriser le balancement des câbles. Le tablier est de type métallique, il comporte des poutres de rigidité aux droits des suspentes et une dalle en béton armé,.
Il comporte deux voies de circulation pour automobiles, ainsi que de deux trottoirs et donne sur la rue Nationale à Chalonnes-sur-Loire.

## Galerie

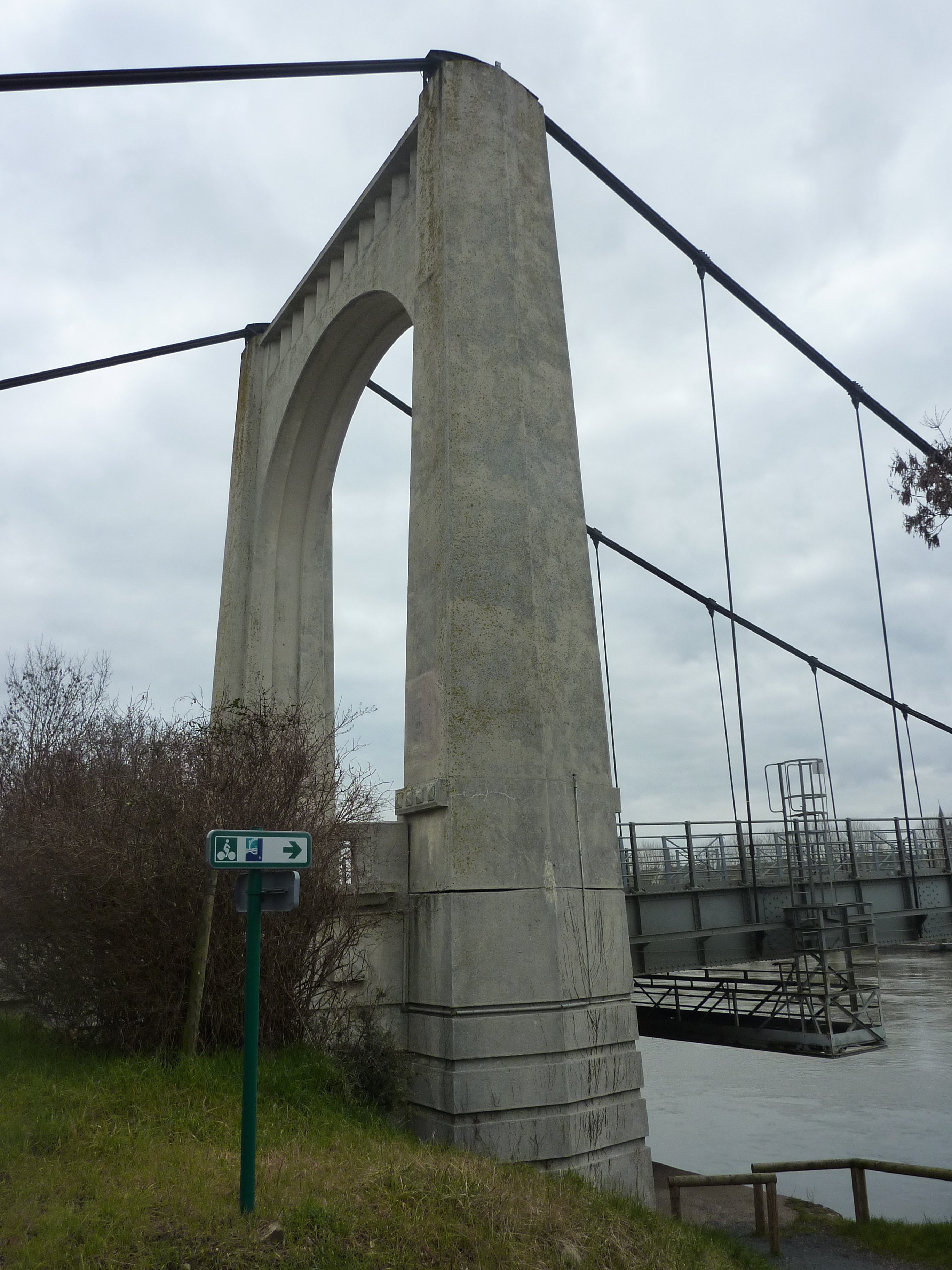
Pile sur l'Île de Chalonnes

## Sources et références
1. ↑  UNESCO Centre du patrimoine mondial, « Val de Loire entre Sully-sur-Loire et Chalonnes », sur whc.unesco.org, Nations unies, 2000 ; « Val de Loire - Périmètre du site inscrit au patrimoine mondial de l'UNESCO », sur valdeloire.org, Régions Centre et Pays de Loire, 2006.
2. 1 2  art-et-histoire
3. ↑  Fonds d'Archive Seguin, Archives départementales de l'Ardèche (non commercialisé)
4. ↑  Vincent Boucault, « Histoire. En juin 1940, Chalonnes dans la tourmente », Ouest-France,‎ 5 juin 2020 (lire en ligne)
5. 1 2  Jean-Philippe Chamaillet, Chalonnes un pont sur la Loire 1939-1945, Compte d'auteur, 2012
6. ↑  Structurae